# Parafia św. Jakuba Większego Apostoła w Bługowie
Parafia św. Jakuba Większego Apostoła w Bługowie – rzymskokatolicka parafia w dekanacie Łobżenica diecezji bydgoskiej.
Została utworzona przed 1339 r.
Do parafii należy Bługowo oraz część Kunowa.